# 한국철도공사 8200호대 전기 기관차
8200호대 전기 기관차는 한국철도공사에서 운행하고 있는 전기 기관차이다. 8100호대 전기 기관차의 성능을 개선한 것으로, 총 83량이 도입되었다.

## 기술적 사양
8200호대 전기 기관차는 오이로슈프린터 2세대 화물형인 ES64F(도이체반 152계)를 원형으로 하여 대한민국의 운용 환경에 맞추어 조정한 기관차이다. 지멘스에서 유명한 VVVF(음계형) 인버터 계열인 SIBAS32계열 전장품을 사용하며, 이 덕분에 특이한 구동음을 낼 수 있다. 1300 kW급 전동기 4기로 1량당 출력 5200 kW(7000 마력 상당)를 낼 수 있다. 그래서 풀가속을 하면 전동차 급 가속도를 낸다.  자중이 88톤이고 축하중이 22톤이다.
대차는 Bo'Bo'의 4축으로 배열되어 있으며 회생제동과 병용하는 공기제동을 채택하였고, 대차의 제동은 답면제동이 아니라 차륜 외부의 디스크에 의해 제동력이 전달되는 방식이다. 최고속도는 150 km/h이나 간단한 설계 변경만으로도 220 km/h까지 증속할 수 있다.
통합된 열차 관리 시스템을 채용하고 있어 검수와 운전 편의를 도모하고 있다. 운전실에는 기관사의 편의를 위한 고급화된 버켓시트, 터널 진입 시 압력 변화를 방지하는 조압 장치가 설치되어 있으며, 뒤쪽 벽에는 소용량 냉/온장고를 갖추는 등 여러 가지 승무 편의 시설을 채택하고 있다.
8200호대 전기 기관차에는 대한민국의 전기 기관차 중 처음으로 객차에 전원을 공급하는 보조 전원 장치(HEP)가 채용되었다. 최대 12량의 객차에 전원 공급이 가능하며 절연구간 진입 시 전차선으로부터 전원공급을 차단하는 대신 기관차에 순간적으로 회생제동을 걸어 나오는 전력으로 객차에 전원을 계속 공급할 수 있다.

## 도입 역사
2003년부터 2006년까지 총 55량이 도입됐으며 이후 2008년에 28량이 추가로 도입됐다.

### 초기형
차호가 파란색 스티커로 부착되어 있고 ATP가 빠져 있으나 현재는 후기형과 동일하게 ATP를 추가함과 동시에 파란색 스티커로 된 차호를 금속으로 교체했다.

### 후기형
2008년 이후에 도입됐으며 차호가 금속으로 부착되어 있다. 처음부터 ATP를 탑재했으며 안티클라임을 장착하고 있다. 초기형과는 연결기 부분 주변 스커트의 모양이 다르다.

## 운행 구간
처음 8200대가 도입된 후 막 전철화가 완료된 경부선 천안-조치원 구간과 충북선에서 시험운행 했으며 4~6량 단위 영업운행도 병행됐다. 이후 중앙선, 태백선 등으로 범위가 점차 넓어졌다.
이후 경부선 조치원-대전 구간 전철화로 2006년 7월 1일부터는 호남선, 광주선 용산-목포(광주)간의 새마을호, 무궁화호 열차를 견인하기 시작해 처음으로 150km/h 고속운행을 실시했고 이후 서울-대전 무궁화호에도 투입됐다. 동시에 이루어진 영동선 동해-강릉 구간 전철화로 강릉-청량리 간의 무궁화호 열차의 중간 기관차 교체가 사라지고 현재는 해당 구간에서 발전차를 연결하지 않고 운행한 모습을 볼 수 있다. 2007년 경부선 전 구간의 전철화로 서울-부산간의 무궁화호 견인도 시작했다. 또 2008년 12월부턴 중앙선 청량리-안동/부전 간 무궁화호 일부 열차의 중간 기관차 교체가 시작되었고 이후 영동선 부전/동대구-강릉 간 무궁화호 열차에 중간 기관차 교체를 하여 운행하게 됐으며 2011년 10월부터 경전선 서울-마산 구간과 전라선 여수엑스포-익산/용산 구간에도 전기기관차가 운행하게 됐으며 2021년 12월부터 동해선 동대구/포항-부전 구간에도 전기기관차가 운행하게 됐다.

## 차량의 문제와 해결
이 기관차의 보조 전원 장치는 계속해서 문제가 되고 있다. 독일에 비하여 대한민국의 전력 공급 상태가 불안정하기 때문에, 기관차에서 이를 받아들이지 못하고 오류를 일으킨다는 지적이 있다. 이 문제로 인하여 본선 영업 투입이 늦어졌다.
절연 구간으로 들어갔을 경우, 일시적인 회생 제동으로 유지할 수 있는 전력에는 한계가 있다. 견인하는 객차가 많아지면 회생 제동으로 만들 수 있는 전력이 한계에 다다르게 되어 보조전원장치의 전원 공급이 자동으로 차단된다. 실제로 2007년 초 통통통 뮤직카페트레인(레이디버드)에 하이원 스키랩핑을 한 열차를 견인하다가 저속 절연구간인 경원선 용산-이촌 구간을 통과하던 중 보조전원장치 차단 고장을 일으켜 7500호대 디젤 기관차에 견인되어 운행된 적이 있다.
보조전원장치 용량 문제 때문에 6량 이상을 견인한 열차엔 발전차를 추가로 연결하고 운행한 적이 있다. 현재 보조전원장치 문제는 어느 정도 해결되었으며 지금도 일부 열차가 발전차를 추가 연결하여 운행한 경우도 있다. 호남/광주/태백/충북선 전 열차 및 경부/전라/중앙/영동/대구/동해/경전선 일부 열차가 발전차 없이 운행한 모습을 볼 수 있다,다만 현재는 경부/호남/전라선에서 운행한 무궁화호 일부열차를 8~10량 정도 견인운행했지만 8200호대의 차량견인,제동,객차전기공급능력한계로 6~7량 고정으로 견인운행 중이다.
이 외에도 8100호대와 유사한 차륜 공전현상이 발생할 때도 있다. 이는 HEP 장착 여부 차이만 있기 때문에 같은 이유로 공전 현상이 발생한 것으로 보인다.

## 현황
총 83량이 제작되었다. 이 중 사고로 인해 폐차 및 결번된 8252, 8254호 그리고 수리 중인 8225호를 제외한 81량이 운행 중이다.
| 차호   | 도입 시기 | 운행 중단 시기 | 비고 |
| ------ | --------- | -------------- | --- |
| 8201호 | 2003년    | 운행 중        | |
| 8202호 | 2003년    | 운행 중        | |
| 8203호 | 2003년    | 운행 중        | |
| 8204호 | 2003년    | 운행 중        | |
| 8205호 | 2003년    | 운행 중        | |
| 8206호 | 2003년    | 운행 중        | 2021년 물금역 빠르게 출발한 적이 있다. |
| 8207호 | 2003년    | 운행 중        | |
| 8208호 | 2003년    | 운행 중        | |
| 8209호 | 2003년    | 운행 중        | |
| 8210호 | 2003년    | 운행 중        | |
| 8211호 | 2004년    | 운행 중        | |
| 8212호 | 2004년    | 운행 중        | |
| 8213호 | 2004년    | 운행 중        | |
| 8214호 | 2004년    | 운행 중        | |
| 8215호 | 2004년    | 운행 중        | |
| 8216호 | 2004년    | 운행 중        | |
| 8217호 | 2004년    | 운행 중        | |
| 8218호 | 2004년    | 운행 중        | |
| 8219호 | 2004년    | 운행 중        | |
| 8220호 | 2004년    | 운행 중        | |
| 8221호 | 2004년    | 운행 중        | |
| 8222호 | 2004년    | 운행 중        | |
| 8223호 | 2004년    | 운행 중        | 차체필름 시공차량이다. 다른 8200호대 보다 도색이진하고 깨끗하다. 그리고전면 좌우측밑에 차체필름시공차량이라 적혀있다.                      |
| 8224호 | 2004년    | 운행 중        | |
| 8225호 | 2004년    | 수리 중        | 2024년 4월 18일 서울역 구내에서 부산으로 갈 예정이었던 선행 KTX-산천과 충돌하여 수리 중이다.                                               |
| 8226호 | 2004년    | 운행 중        | |
| 8227호 | 2004년    | 운행 중        | |
| 8228호 | 2004년    | 운행 중        | |
| 8229호 | 2005년    | 운행 중        | |
| 8230호 | 2005년    | 운행 중        | |
| 8231호 | 2005년    | 운행 중        | |
| 8232호 | 2005년    | 운행 중        | 이차량도 8223호와같은 차체필름 시공차량이다. 다른 8200호대보다 도색이진하고 깨끗하다. 그리고전면 좌우측밑에 차체필름시공차량이라 적혀있다. |
| 8233호 | 2005년    | 운행 중        | |
| 8234호 | 2005년    | 운행 중        | |
| 8235호 | 2005년    | 운행 중        | 2019년에 건널목 추돌 사고 이력이 있다. |
| 8236호 | 2005년    | 운행 중        | |
| 8237호 | 2005년    | 운행 중        | |
| 8238호 | 2005년    | 운행 중        | |
| 8239호 | 2005년    | 운행 중        | |
| 8240호 | 2005년    | 운행 중        | |
| 8241호 | 2005년    | 운행 중        | 편성번호 스티커가 다른열차에(8243호 제외) 비해 많이 위에있다.                                                                              |
| 8242호 | 2005년    | 운행 중        | 2008년에 대구역 화물열차 추돌 이력이 있었다.                                                                                               |
| 8243호 | 2005년    | 운행 중        | 편성번호 스티커가 다른열차에(8241호 제외) 비해 많이 위에있다.                                                                              |
| 8244호 | 2005년    | 운행 중        | |
| 8245호 | 2005년    | 운행 중        | |
| 8246호 | 2006년    | 운행 중        | |
| 8247호 | 2006년    | 운행 중        | |
| 8248호 | 2006년    | 운행 중        | |
| 8249호 | 2006년    | 운행 중        | |
| 8250호 | 2006년    | 운행 중        | |
| 8251호 | 2006년    | 운행 중        | |
| 8252호 | 2006년    | 2017년         | 2017년 9월 13일 중앙선 원덕역~양평역간 시험운전열차 충돌사고로 7468호+8569호 중련편성과 충돌하여 대파된 후 복구불가로 폐차 발령 됐다.      |
| 8253호 | 2006년    | 운행 중        | |
| 8254호 | 2006년    | 2023년         | 2023년 7월 15일 맥포터널 탈선 사고로 탈선했고 제천차량사업소에 유치했으나 2024년 4월 17일 폐차 발령 됐다.                                  |
| 8255호 | 2006년    | 운행 중        | |
| 8256호 | 2008년    | 운행 중        | |
| 8257호 | 2008년    | 운행 중        | |
| 8258호 | 2008년    | 운행 중        | |
| 8259호 | 2008년    | 운행 중        | |
| 8260호 | 2008년    | 운행 중        | |
| 8261호 | 2008년    | 운행 중        | |
| 8262호 | 2008년    | 운행 중        | |
| 8263호 | 2008년    | 운행 중        | 2013년 대구역 열차 충돌 사고차량 복구 후 운행 중이다.                                                                                      |
| 8264호 | 2008년    | 운행 중        | |
| 8265호 | 2008년    | 운행 중        | |
| 8266호 | 2008년    | 운행 중        | 2014년 태백선 열차 충돌 사고차량 정비 후 운행 중이다.                                                                                      |
| 8267호 | 2008년    | 운행 중        | 2016년에 석포역 탈선 이력이 있다. |
| 8268호 | 2008년    | 운행 중        | |
| 8269호 | 2008년    | 운행 중        | |
| 8270호 | 2008년    | 운행 중        | |
| 8271호 | 2008년    | 운행 중        | |
| 8272호 | 2008년    | 운행 중        | |
| 8273호 | 2008년    | 운행 중        | |
| 8274호 | 2008년    | 운행 중        | |
| 8275호 | 2008년    | 운행 중        | |
| 8276호 | 2008년    | 운행 중        | |
| 8277호 | 2008년    | 운행 중        | |
| 8278호 | 2008년    | 운행 중        | |
| 8279호 | 2008년    | 운행 중        | |
| 8280호 | 2008년    | 운행 중        | |
| 8281호 | 2008년    | 운행 중        | |
| 8282호 | 2008년    | 운행 중        | |
| 8283호 | 2008년    | 운행 중        | |

## 사진

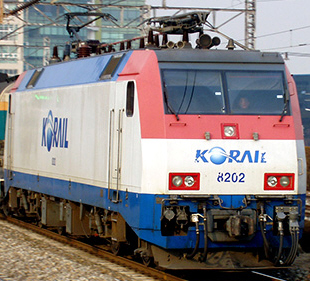
8202호
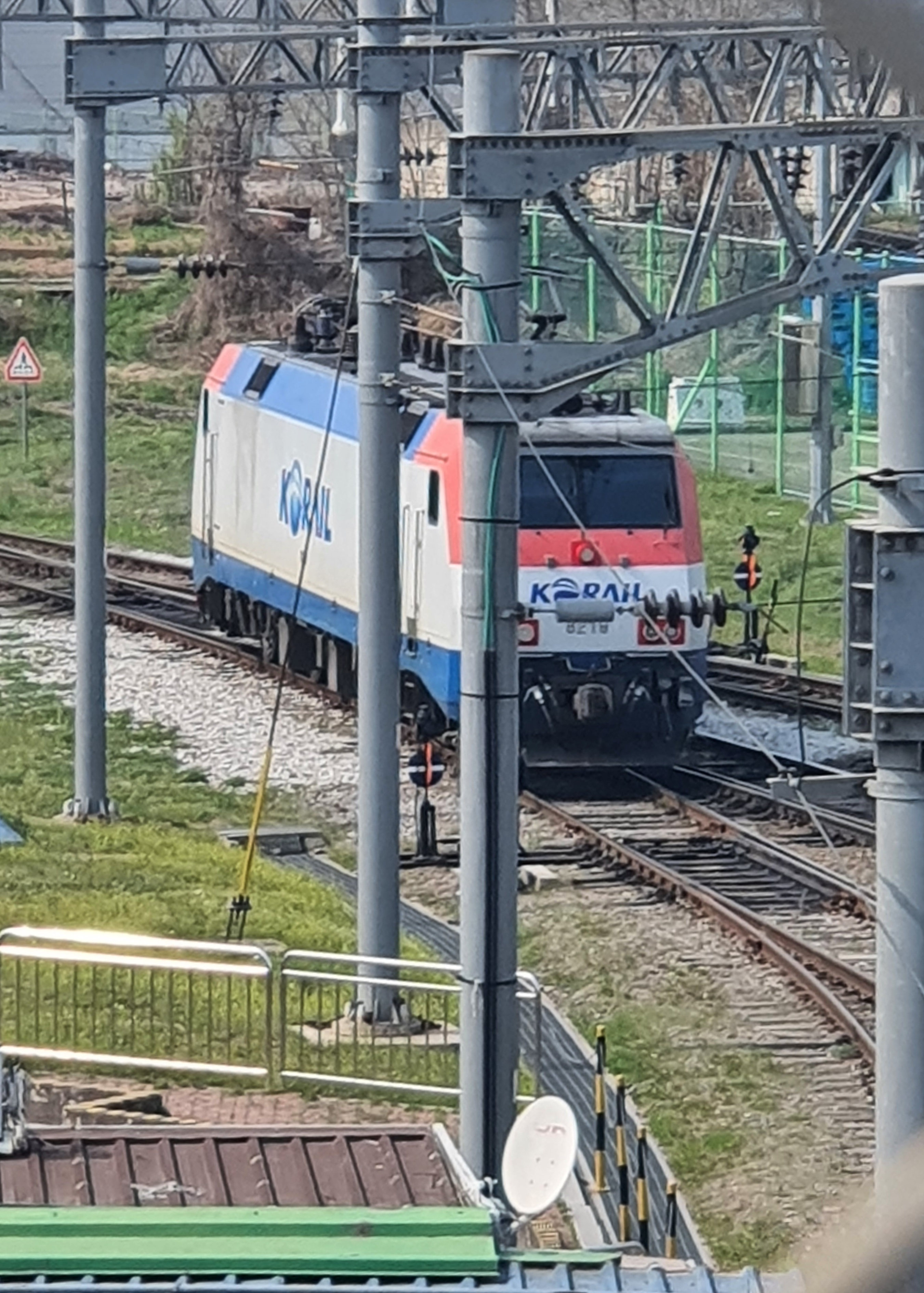
8219호
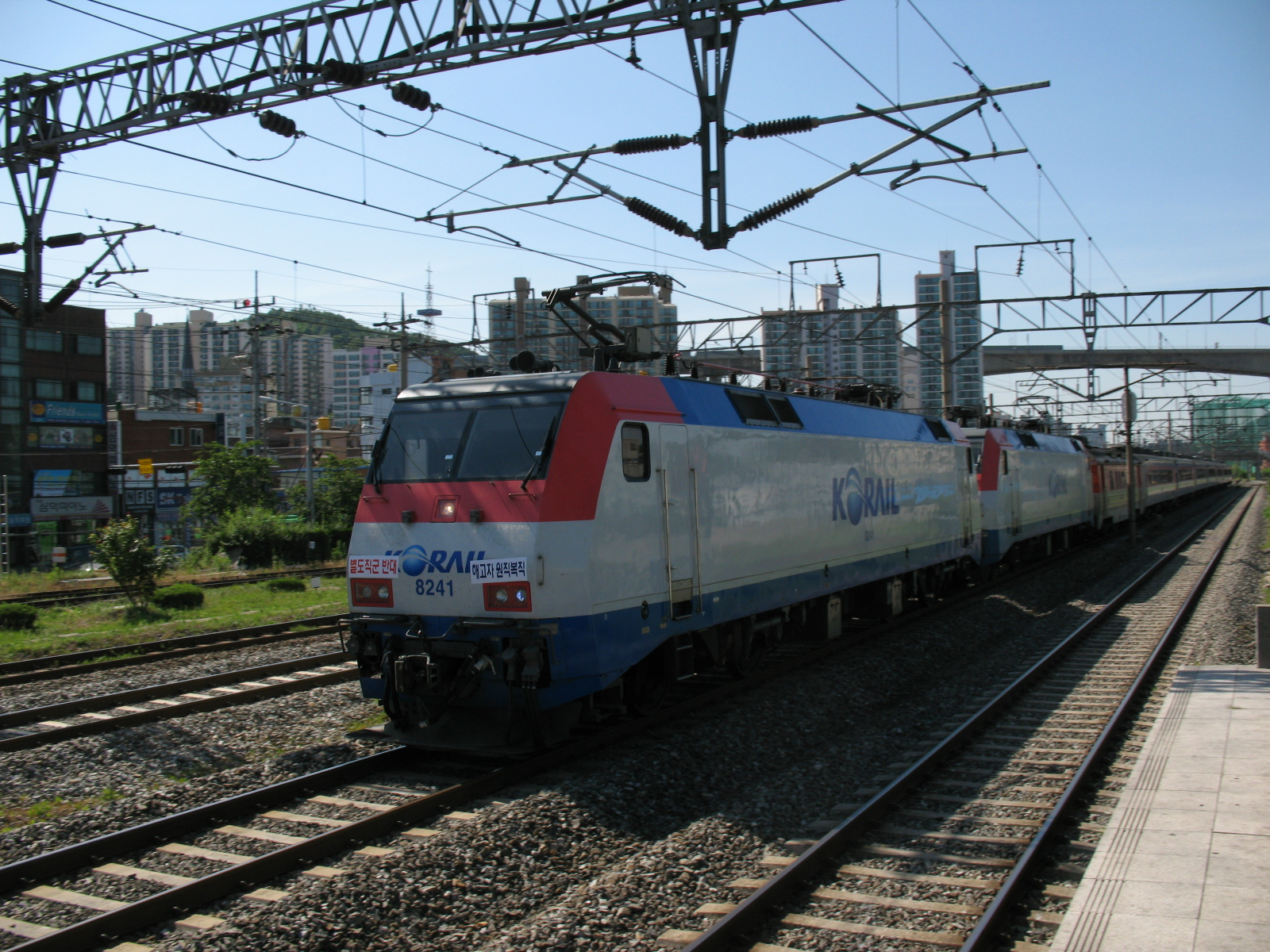
8241호
- 동대구역을 떠나는 8262호 기관차
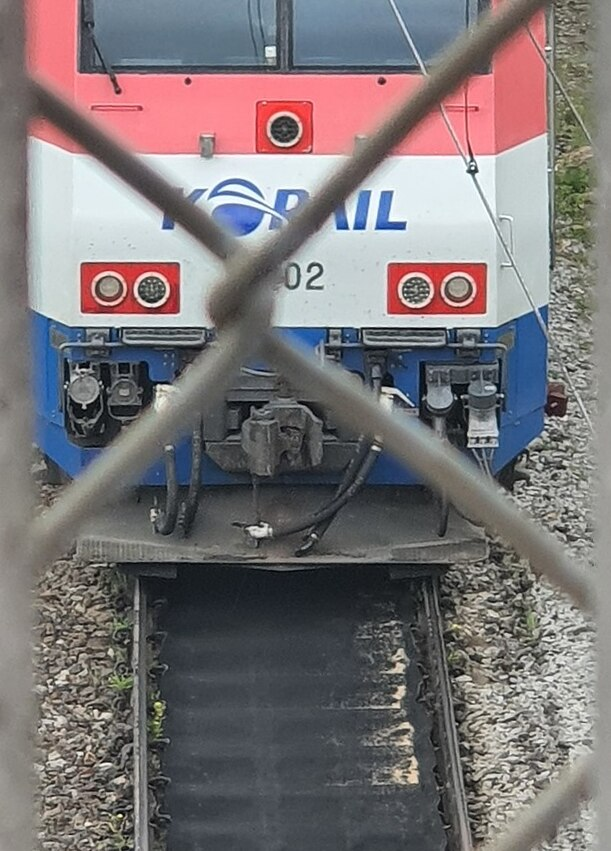
8202호 앞면(폐찰 적용)

## 같이 보기
- 8000호대 전기 기관차
- 8100호대 전기 기관차
- 8500호대 전기 기관차
- 오이로슈프린터